# العلاقات الجيبوتية الكوبية
العلاقات الجيبوتية الكوبية هي العلاقات الثنائية التي تجمع بين جيبوتي وكوبا.

## مقارنة بين البلدين
هذه مقارنة عامة ومرجعية للدولتين:
| وجه المقارنة                                              | جيبوتي                    | كوبا                              |
| --------------------------------------------------------- | ------------------------- | --------------------------------- |
| المساحة (كم2)                                             | 23.20 ألف                 | 109.88 ألف                        |
| عدد السكان (نسمة)                                         | 956.99 ألف                | 11.48 مليون                       |
| الكثافة السكانية (ن./كم²)                                 | 41.25                     | 104.48                            |
| العاصمة                                                   | جيبوتي                    | هافانا                            |
| اللغة الرسمية                                             | لغة فرنسية، اللغة العربية | اللغة الإسبانية                   |
| العملة                                                    | فرنك جيبوتي               | بيزو كوبي، بيزو كوبي قابل للتحويل |
| الناتج المحلي الإجمالي (بليون دولار)                      | 1.84 مليار                | 87.13 مليار                       |
| الناتج المحلي الإجمالي (تعادل القوة الشرائية) بليون دولار | 3.10 مليار                |                                   |
| الناتج المحلي الإجمالي الاسمي للفرد دولار أمريكي          | 1.95 ألف                  |                                   |
| الناتج المحلي الإجمالي للفرد دولار أمريكي                 | 3.27 ألف                  |                                   |
| مؤشر التنمية البشرية                                      | 0.470                     | 0.769                             |
| رمز المكالمات الدولي                                      | +253                      | +53                               |
| رمز الإنترنت                                              | .dj                       | .cu                               |
| المنطقة الزمنية                                           | ت ع م+03:00               | 00                                |

## منظمات دولية مشتركة
يشترك البلدان في عضوية مجموعة من المنظمات الدولية، منها:
| علم المنظمة | اسم المنظمة                                 | تاريخ انضمام جيبوتي | تاريخ انضمام كوبا |
| ----------- | ------------------------------------------- | ------------------- | ----------------- |
|             | يونسكو                                      | 31 أغسطس 1989       | 29 أغسطس 1947     |
|             | منظمة حظر الأسلحة الكيميائية                | ?                   | ?                 |
|             | منظمة التجارة العالمية                      | ?                   | ?                 |
|             | الاتحاد البريدي العالمي                     | ?                   | ?                 |
|             | منظمة الشرطة الجنائية الدولية               | ?                   | ?                 |
|             | الأمم المتحدة                               | 20 سبتمبر 1977      | 24 أكتوبر 1945    |
|             | الاتحاد الدولي للاتصالات                    | 22 نوفمبر 1977      | 16 يناير 1918     |
|             | مجموعة دول أفريقيا والكاريبي والمحيط الهادئ | ?                   | ?                 |

## وصلات خارجية
- موقع وزارة الخارجية الكوبية